# George Orendorff
George Orendorff (* 18. März 1906 in Atlanta, Georgia; † 1984 in Los Angeles) war ein US-amerikanischer Jazztrompeter.

## Leben und Wirken
George Orendorff spielte zunächst Gitarre, bevor er zum Kornett wechselte, und war ein Schulfreund von Eddie South, Wallace Bishop und Lionel Hampton. Während der Schulzeit spielte er in einer Tanzband. Mitte der 1920er-Jahre tourte er mit der Helen Dewey Show, die ihn nach Los Angeles führte. Dort spielte er zunächst als Solist im Orchester von Paul Howard (Aufnahmen für Victor Records 1929), bevor er zum Orchester von Les Hite wechselte, das im Cotton Club von Los Angeles spielte und an Film-Soundtracks mitwirkte. 1930 engagierte ihn Louis Armstrong für sein Sebastian New Cotton Club Orchestra, mit dem 1931/32 Aufnahmen für Okeh Records entstanden. Während des Zweiten Weltkriegs diente er in der US-Army; nach Kriegsende arbeitete er bei der Post und als Funktionär der American Federation of Musicians. Weitere Plattenaufnahmen in den 1940er-Jahren entstanden mit Maxwell Davis, Ike Lloyd und T-Bone Walker. 1970 trat er letztmals mit Armstrong im Shrine Auditorium in Pasadena auf.
Im Bereich des Jazz war er zwischen 1929 und 1970 an 22 Aufnahmesessions beteiligt.